# Sındırgı
Sındırgı est une ville et un district de la province de Balıkesir dans la région de Marmara en Turquie.

## Personnalités liées à la ville
- Necmiye Alpay (1946), écrivaine et linguiste, emprisonnée pour appartenance à une organisation terroriste, puis disculpée.
- Cengiz Ünder (1997- ), footballeur professionnel